# 強·克拉庫爾

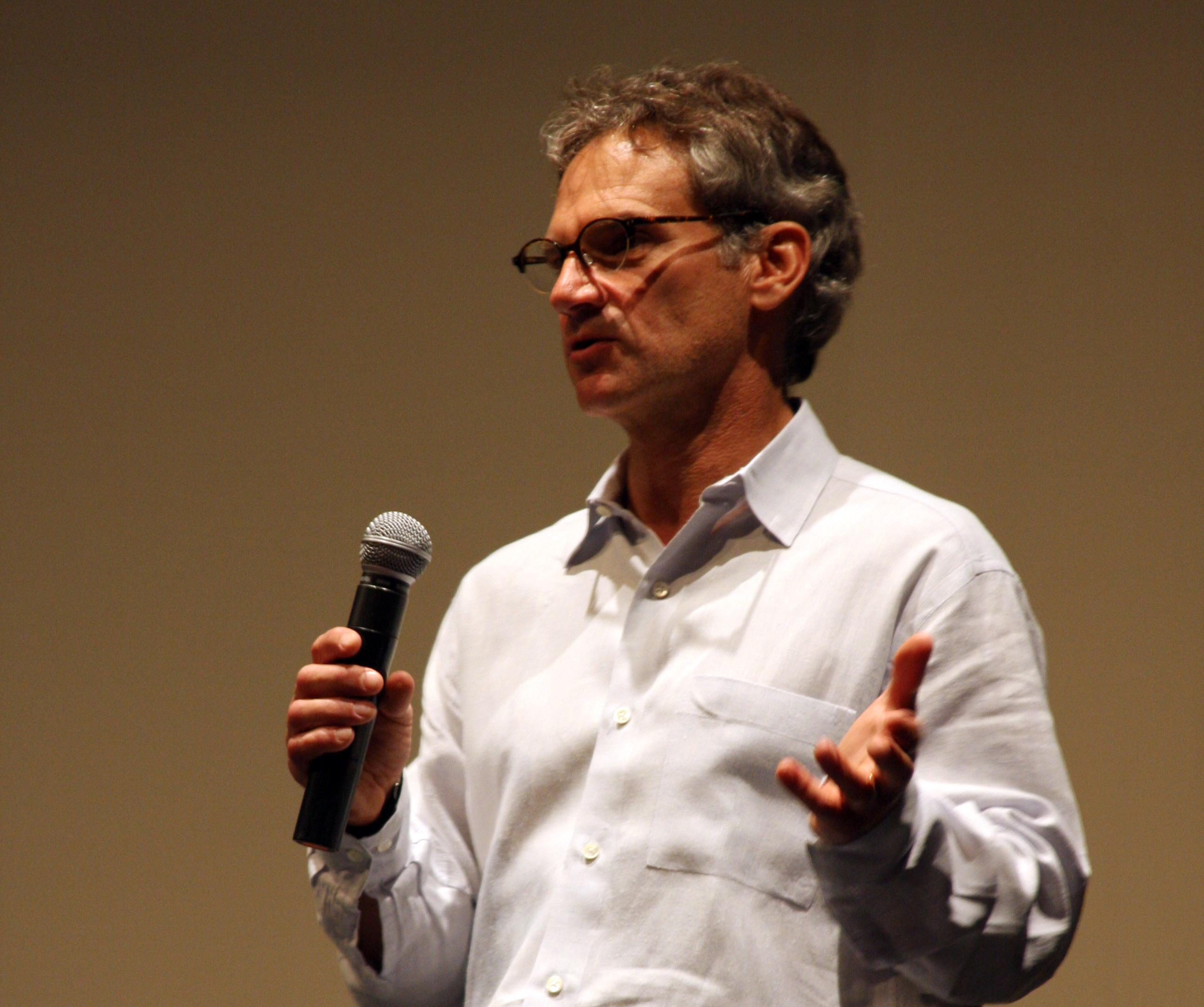
强·克拉库尔

強·克拉庫爾（Jon Krakauer；1954年4月12日—）是美國作家和登山家，主要創作戶外著作。

## 生平
克拉庫爾出生在美國麻薩諸塞州布魯克萊恩，雙親為劉易斯·約瑟夫·克拉庫爾和卡羅爾·安·克拉庫爾（娘家姓瓊斯）。他的父親是猶太人，母親是一神論斯堪的納維亞後裔。
1977年，他遇到琳達·瑪麗亞姆·摩爾，他們在1980年結婚，之後搬到科羅拉多州博爾德市。

## 著作
- 《聖母峰之死》，英文原名Into Thin Air
- 《阿拉斯加之死》，英文原名Into The Wild